# ایستگاه پروداکشن وی–یونیورسیتی
ایستگاه پروداکشن وی–یونیورسیتی (انگلیسی: Production Way–University station) یک ایستگاه مرتفع در خط اکسپو (اسکای‌ترین) و خط میلنیوم مترو ونکوور اسکای‌ترین (ونکوور) است. این ایستگاه در تقاطع بزرگراه لانگهید و پروداکشن وی در برنابی، بریتیش کلمبیا، کانادا واقع شده‌است. در ابتدا یک ایستگاه خط میلنیوم بود اما، سازمان‌دهی مجدد الگوهای خدمات اسکای‌ترین در سال ۲۰۱۶، پروداکشن وی–یونیورسیتی را به پایانه‌ای برای شعبه‌ای از خط اکسپو تبدیل کرد.